# Loimia viridis
Loimia viridis är en ringmaskart som beskrevs av Moore 1903. Loimia viridis ingår i släktet Loimia och familjen Terebellidae. Inga underarter finns listade i Catalogue of Life.